# Джуліо Манчіні
Джуліо Манчіні (італ. Giulio Mancini; 21 лютого, 1559, Сієна — 22 серпня, 1630, Рим) — італійський письменник-мемуарист, колекціонер живопису, лікар за фахом, чиновник при дворі папи римського.

## Життєпис
Народився в місті Сієна. Батько (Бартоломео ді Ніколо ді Франческо Міччі) був лікарем за фахом. В родині було дві доньки, Лавінія і Синтія, і ще один син, Теодоро Дейфебо, з котрим Джуліо Манчіні підтримував довгі стосунки і активно листувався. Листування частково збережене і стало джерелом для висвітлення фактів життя обох братів.
Первісну освіту отримав під керівництвом єзуїтів, де виказав зацікавленість у математиці,архітектурі і, можливо, в живопису.
Вищу освіту отримав в Падуанському університеті, де вивчав астрологію, філософію і медицину. 31 січня 1587 року він захистив дисертацию, а 8 червня того ж року отримав посаду лікаря в шпиталі монастиря Санто Спіріто в Сієні.

## Кар'єра при папському дворі
Вже наприкінці 16 ст. Джуліо Манчіні мав знайомих серед низки римських впливових осіб (голова лікарні Св. Духа П'єтро Кампорі) і кардиналів. Кардинали були кандидатами на папський престол і отримували його лише після перемоги одної з політичних груп, що не гребувала шпигунством, підкупами і шаленими інтригами.
Манчіні був лікарем племінника кардинала Франческо дель Монте та спадкоємця Угуччоне дель Монте. 1621 р. кардинал Кампорі брав участь у черговому конклаві в надії стати папою римським, але конклав обрав Алессандро Людовізі (Григорій XV). Кампорі відбув у єпархію міста Кремона. 1623 р. кардинал Кампорі знову прибув на конклав у Рим, де папою римським обрали Маффео Барберіні (Урбан VIII). Адміністративна кар'єра у Манчіні, що не задалася в роки правління Григорія XV, реалізувалась при дворі Урбана VIII, котрий зробив Джуліо Манчіні надвірним лікарем. Йому підвищили зарплатню і він оселився в папському палаці, а згодом подарували декілька синекур.
Джуліо Манчіні зацікавив сучасників і мав власного біографа.

## Смерть
Джуліо Манчіні помер в Римі 1630 року після декількох днів хвороби в папському палаці Монтекавалло. Був похований в церкві Святих Вінченцо і Анастасія в папській столиці. 1633 року відбулось перепоховання Джуліо Манчіні в місті Сієна, уродженцем котрої він був. Перепоховання відбулося в родинній каплиці в церкві Св. Мартина, де встановлено погруддя померлого роботи флорентійського ювеліра Франческо Мореллі.
Все власне майно письменник, лікар і посадовець заповідав по смерті на фінансову підтримку студентам з міста Сієна, котрі вивчатимуть теологію, медицину, юриспруденцію.

## Джуліо Манчіні колекціонер
Праця в Римі навернула Манчіні, котрий мав хист до бізнесу, збирати картини місцевих художників з метою перепродажу. Це матеріально зміцнювало фінансовий стан посадовця, у котрого було мало джерел для прибутків в чужому місті. Ерудиції і знань Манчіні вистачало, аби добре орієнтуватись в художньому ринку. Так, він мав у власній збірці твори Аннібале Каррачі, Гвідо Рені, Джованні Ланфранко, Доменікіно, Федеріко Бароччі, Джузеппе Чезарі, Крістофоро Ронкаллі, Антіведуто Граматіка. Під час візитів до художників лікар надавав поради і поміч, а як платню просив картину художника, що задовольняло обох.
Серед його римських пацієнтів або знайомих міг бути і  Караваджо, що декілька разів хворів і лікувався. Є відомості, що в збірці лікаря були картини і Караваджо. Серед римських знайомих Джуліо Манчіні було також декілька впливових осіб і колекціонерів творів мистецтва — кардинал Франческо дель Монте, Вінченцо Джустініані, Кассіано даль Поццо. Відомо, що Джуліо Манчіні подарував папі римському декілька творів мистецтва, серед котрих були —
- Якопо делла Кверча «Мадонна з немовлям»
- «Свята Родина» невідомого майстра
- Малюнок (оригінал Луки Лейденського[3])

Відома й участь Джуліо Манчіні в перепродажу великої вівтарної картини пензля Караваджо «Смерть Марії» або «Успіння Богородиці». До перепродажу картини мав відношення і молодий тоді Пітер Пауль Рубенс, що працював в Італії при дворі герцога в місті Мантуя.
Як теоретик мистецтва він пропонував систематизувати твори художників за місцевими школами, роками збирав свідоцтва про митців, чим також займалась низка римських діячів чи другорядних художників з грошима і вільним дозвіллям.

## Джуліо Манчіні письменник і особа
Збережені відомості про те, що він рано звернувся до письменства, котре є могутнім стимулом для інтелектуального розвитку. Відомо, що в період життя і діяльності в Римі він став членом літературного товариства (академії дельї умористі), заснованого 1603 року. Серед представників товариства були Алессандро Тассоні, Джан Вітторіо Россі, Джованні Баттіста Гваріні. Баттіста Гваріні (поет і дипломат) і Джуліо Манчіні навчались в Падуанському університеті і це додатково їх зближувало. Як письменник Джуліо Манчіні торкався широкого кола тем, серед котрих були медицина, астрологія, ботаніка, танці, політика, біографії художників, шляхетне поводження та ін. Серед ранніх творів Манчіні якийсь «трактат про кохання», відомий за спогадами.
Його вважають одним з досить активних літераторів початку 17 ст., навіть незважаючи на те, що за життя він не друкувався. В перешкоді цьому могло бути декілька різних обставин (його переїзди, пізнє поселення в Римі тощо). Тим не менше його твори знали ще за життя, відомі їх копії і цитування 17 ст., наприклад, історіографами римських художників. Він помітно відрізнявся від низки римських літераторів широким досвідом людини і фахівця-медика, котрий пожив у різних містах, був судовим медиком і навіть сам відбув невеликий термін ув'язнення, бачив чимало смертей і знав більше, ніж зафіксував у власних творах. Частково збережний його архів, його рукописи і листування з братом Дейфебо за декілька років.
Сучасникам він запам'ятався нетривіальними думками і порадами, дозволяв їсти м'ясо у піст і не відрізнявся показовою прихильністю до молитов, мав власну думку про декотрі політичні позиції папства і обережно їх критикував.

## Твір «Роздуми про живопис»
Найвідоміші в його літературному спадку — «Роздуми про живопис», що розійшлися в рукописах-копіях ще в 17 ст. Вперше надруковані 1956 року в римській Академії наук (Академія деї Лінчеі).
Як мемуарист Джуліо Манчіні залишив найранні свідоцтва про факти з біографій і творчості Караваджо, Аннібалє Каррачі, Пуссена, Ель Греко та інших художників Рима кінця 16 і початку 17 ст. Записи датують 1617–1621 роками. Манчіні декілька разів переглядав і переробляв «Роздуми…» (майже до 1628 року), не перешкоджав їх копіювати на різних етапах, тому існують їх різні варіанти-копії.